# Pénitencier (religion)
Pour les articles homonymes, voir Pénitencier.
Dans l'Église catholique, un Pénitencier ou, plus exactement, un prêtre pénitencier, est un prêtre auquel sont accordés des pouvoirs spéciaux d'absolution de certains péchés graves, généralement réservés au Saint-Siège. ll y a des collèges de pénitenciers dans les basiliques majeures et des chanoines pénitenciers dans les chapitres cathédraux.  D’après le droit canon chaque diocèse de l’Église catholique doit avoir son pénitencier (Canon 508).
Le Grand pénitencier, ou 'pénitencier majeur', est le cardinal placé à la tête de la Pénitencerie apostolique, une institution importante du gouvernement apostolique de l’Église catholique.

## Histoire

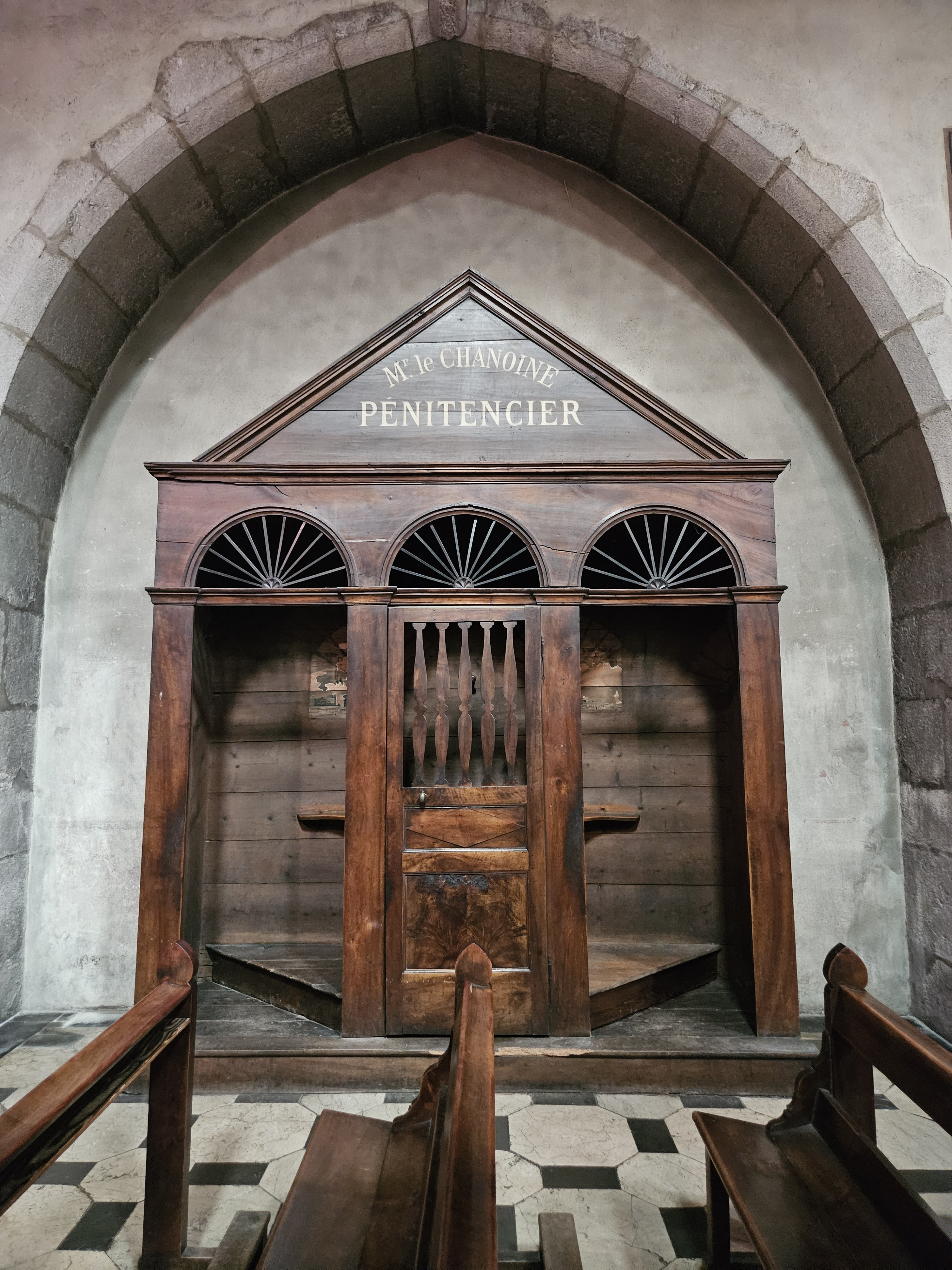
Bureau du pénitencier (Cathédrale Saint-Pierre d'Annecy).

À partir du XIIIe siècle la pratique se développe d’avoir à Rome un cardinal ‘pénitencier’ recevant les confessions de pèlerins ‘au nom du pape’, c’est-à-dire ayant la faculté de donner l’absolution sacramentelle pour les péchés les plus graves (avortement, apostasie, etc). Les basiliques majeures de Rome ont leur pénitencier. Le Quatrième concile du Latran (1215) décide que les diocèses auraient leur chanoine pénitencier. 
Bientôt un bureau est créé à la curie romaine, non seulement pour aider les pèlerins pénitents mais pour recevoir les ‘suppliques’ qui arrivent au pape adressées par ceux qui ne peuvent faire le déplacement romain. Ce bureau devient un des bras du gouvernement spirituel et pastoral du Saint-Siège et s’appelle la ‘Sacrée pénitencerie’. Aujourd’hui : ‘Pénitencerie apostolique’. 
La Pénitencerie, dont les statuts ne sont définis qu’au XIVe siècle, est réorganisée par le pape Pie V, en 1569, dans la ligne des réformes voulues par le concile de Trente. Sa compétence est désormais limitée au for interne (de la conscience personnelle) et le secret confessionnel renforcé. D’autres réformes sont introduites par Benoît XIV (1744) et Benoît XV (début du XXe siècle).
Le code de droit canonique de 1983 prescrit à chaque diocèse catholique d’avoir son ‘chanoine pénitencier’. Même si le diocèse n’a pas de collège de chanoines (attaché à la cathédrale), un pénitencier doit être nommé par l’évêque (canon 508). La charge ne peut être cumulée avec celle de Vicaire général ou Vicaire épiscopal (Canon 478§2)